# Humajmat
Humajmat (arab. حميمات) – wieś w Syrii, w muhafazie Idlib. W 2004 roku liczyła 583 mieszkańców.